# Bongo Cha Cha Cha (brano musicale)
Bongo Cha-Cha-Cha è un brano musicale tedesco, scritto da Ernst Bader, Ralf Arnie e Werner Müller e inciso nel 1958 dal duo Caterina Und Silvio, composto da Caterina Valente e dal fratello Silvio Francesco e pubblicato nell'EP Caterina Und Silvio (Decca,  DX 2102).
La canzone venne arrangiata da Werner Müller che dirige l'Orchestra Rias e inserita nel film Du bist wunderbar (in Italia uscito con il titolo Tu sei meravigliosa) di Paul Martin.
In Italia il brano venne inciso dalla stessa Caterina Valente, con il testo di Pinchi, e fu pubblicato nel 45 giri Bongo cha cha cha/Guardando il cielo.

## Cover
Nel corso degli anni il brano ha avuto numerose reinterpretazioni, tra cui:
- 1960: Franco e i "G.5" nel 45 giri Bongo cha cha cha/Buonanotte Valentina (Columbia, SCMQ 1399)
- 1960: I Supersonici nel 45 giri Bongo cha cha cha/Lei, lui...cha cha cha (Alfa Record, NP 301; versione inclusa nell'EP Cha cha cha pubblicato nello stesso anno, EP1717)[4]
- 1961: Beatrice D'Auri nel 45 giri Diavolo/Bongo cha cha cha (Nuova Enigmistica Tascabile, NET 315 / C 3069-3070, con l'orchestra del maestro Mario Mellier)[5]
- 1962: Ljiljana Petrović nell'album Ljiljana Petrović (PGP RTB, LP 522)[6]
- 1964: Rayna Deneva nell'EP Rayna Deneva Rositsa Nikolova(Balkanton, 5580)[7]

## Utilizzo in altri media
Nel 2013 Bongo cha cha cha è stato inserito nella colonna sonora del film Elle s'en va, diretto da Emmanuelle Bercot, mentre nel 2019 è apparso nella pellicola Spider-Man: Far from Home di Jon Watts.
A partire dal 2021 il medesimo brano ha riscoperto un'improvvisa popolarità sulla piattaforma TikTok, venendo condiviso da diverse personalità di spicco come la nuotatrice Federica Pellegrini e la celebrità di internet Giulia De Lellis.
A seguito di ciò il 21 maggio 2021 il gruppo musicale britannico Goodboys ha pubblicato una versione remix di Bongo Cha Cha Cha.